# Meteorologiåret 1867
Året 1867 var ett exceptionellt kallt år i norra Europa, vilket orsakade missväxt och hungersnöd i framför allt Finland och norra Sverige.

## Händelser

### Maj
- Maj-juni – Norge upplever en extremt sen vår och sommar md snöfall i maj och juni.[1]

### Juni
- 6 juni - Isen går på sjön Runn vid Falun i Dalarna.[2]
- 24 juni – Temperaturen + 32,1 °C uppmäts i Piteå, Norrbotten på midsommardagen.[3]

### Juli
- 18 juli – Ett stort hällregn härjar i Minnesota, USA medan Mississippifloden svämmar över.[4]

### September
- 24 september – I Seltorp, Västergötland faller 30 centimeter snö.[5]

### December
- December - I Sverige uppmäts dygnsmedeltemperaturerna i Borås och Malmslätt till -5.0° respektive -7.0°, vilket innebär nytt lokalt rekord för månaden.[6]

### Okänt datum
- Utsira fyr i Norge börjar mäta dygnsmedeltemperatur.[7]
- Sverige upplever en extremt kylig vår. Detta ledde till hungersnöd i Norrland. [8]
- Brukssjöarna i Uppland är farbara med släde på isen in i maj, och till midsommarfirandet vid Österlövsta fanns inga utslagna björklöv i trakten att maja med, utan man var tvungen att resa till kusten där man kunde hämta några nyutslagna grenar.[9]
- Temperaturmätningar på Vestlandets kust i Norge startar.[10].
- Danmarks första isbrytare, Fyen, sätts in på Stora Bält.[11]

## Födda
- 12 januari – Reginald Hawthorn Hooker, brittisk meteorolog.
- 26 januari – Jonas Westman, svensk meteorolog.

### Fotnoter
1. ↑  MET
2. ↑  Anders Norin (27 april 2010). ”Nu har Runn sköljt”. Dalarnas Tidningar. Arkiverad från originalet den 18 april 2013. https://archive.is/20130418031526/http://www.dt.se/nyheter/falun/1.3081953-nu-har-runn-skoljt. Läst 19 mars 2013.
3. ↑  SMHI
4. ↑  This Day in Weather History - August Arkiverad 21 juli 2010 hämtat från the Wayback Machine.
5. ↑  SMHI
6. ↑  SMHI
7. ↑  MET
8. ↑  SMHI
9. ↑  Godår och nödår, några drag ur 1800-talets uppländska krisårskrönika, Märta Tamm-Götlind. Artikel i årsboken Uppland 1942
10. ↑  MET
11. ↑  DMI[död länk]